# Samid Imanov
Samid Gulagha oglu Imanov (en azerí: Samid Gülağa oğlu İmanov; Neftchala, 14 de octubre de 1981 – Tartar, 4 de abril de 2016) fue militar de Azerbaiyán, mayor de las Fuerzas Armadas de Azerbaiyán, Héroe Nacional de la República de Azerbaiyán.

## Biografía
Samid Imanov nació el 14 de octubre de 1981 en Neftchala. En 1988 entró en la Escuela Militar Superior de Azerbaiyán en Bakú y se graduó en 2003.
Desde agosto de 2004 sirvió en las Fuerzas Especiales de la República de Azerbaiyán. En 2007 participó en ejercicios militares en Turquía. También asistió a los cursos militares en Pakistán, Rumania y Suiza.
Durante un periodo de tiempo determinado Samid Imanov fue el jefe de seguridad del ministro de Defensa de Azerbaiyán, Zakir Hasanov. Pero regresó a la unidad de las fuerzas especiales por su propia voluntad. En agosto de 2014 participó en los enfrentamientos entre Azerbaiyán y Armenia.
El 9 de mayo de 2015 participó en el desfile de la victoria en la Plaza Roja, en el 70 aniversario del fin de la Gran Guerra Patriótica y recibió una medalla del Ministerio de Defensa de la Federación Rusa.
Samid Imanov participó el la Guerra de los Cuatro Días. El 4 de abril de 2016 cayó mártir. Fue enterrado en Callejón de Honor de Neftchala el 9 de abril de 2016.
El 19 de abril de 2016, de acuerdo con la orden del presidente de Azerbaiyán, Ilham Aliyev, Samid Imanov recibió póstumamente el título de "Héroe Nacional de Azerbaiyán".

## Premios y títulos
- Medalla de distinción en el Servicio Militar (Azerbaiyán) (2004)
- Medalla de distinción en el Servicio Militar (Azerbaiyán) (2006)
- Héroe Nacional de la República de Azerbaiyán (2016)